# Werner Usbeck (Mediziner)

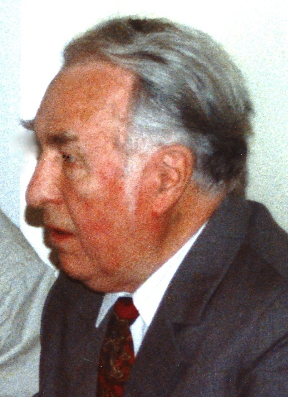
Werner Usbeck (1997)

Werner Usbeck (* 25. Februar 1920 in Steinbach-Hallenberg; † 10. Dezember 2007 in Erfurt) war ein deutscher Chirurg. Er wirkte 1962–1985 als Professor und Direktor der Chirurgischen Klinik und Poliklinik an der Medizinischen Akademie Erfurt. Von 1973 bis 1985 war er deren Rektor.

## Leben
Usbeck studierte an der Friedrich-Schiller-Universität Jena Medizin. 1940 schloss er sich der Jenaer SC-Kameradschaft Saaleck an. In drei Semestern zeichnete er sich als Senior aus. Nach dem Staatsexamen wurde er 1945 mit einer venerologischen Doktorarbeit zum Dr. med. promoviert. Anschließend wirkte er bis 1948 als Assistenzarzt am Kreiskrankenhaus in Schmalkalden. Danach wechselte er an die Städtischen Krankenanstalten in Erfurt, wo er als Oberarzt tätig war und seine Ausbildung zum Facharzt für Chirurgie absolvierte. Eine weitere Spezialisierung im Fach Neurochirurgie schloss er 1955 ebenfalls als Facharzt ab. Ein Jahr später habilitierte er sich an der Medizinischen Akademie Erfurt. Ab 1957 wirkte er dann als Dozent sowie ab 1962 als außerordentlicher und ab 1969 als o. Professor für Chirurgie an der Akademie. Die Klinik für Chirurgie der Akademie leitete er, zunächst kommissarisch, ab 1961. Darüber hinaus hatte er von 1967 bis 1972 einen Lehrstuhl für Chirurgie an der Akademie für Ärztliche Fortbildung der DDR in Berlin-Lichtenberg inne. Von 1973 bis zu seiner Emeritierung im Jahr 1985 fungierte er als Rektor der Medizinischen Akademie Erfurt.
Werner Usbeck leitete 1968–1972 als Präsident die Gesellschaft für Neurochirurgie und 1975–1977 die Gesellschaft für Chirurgie der Deutschen Demokratischen Republik. Außerdem gehörte er 1979–1985 dem Ältestenrat beim Ministerium für Gesundheitswesen an. Er veröffentlichte im Laufe seiner Karriere rund 250 Publikationen und 18 Beiträge zu Monografien. Sein wissenschaftliches und ärztliches Interesse galt insbesondere der Viszeralchirurgie, der Behandlung von Schädel-Hirn-Verletzungen sowie von Hirntumoren bei Kindern. Unter seiner Betreuung wurden 20 Habilitationen abgeschlossen. Neben dem Ehrentitel Obermedizinalrat und der Ehrensenatorwürde der Medizinischen Akademie Erfurt wurde ihm von 14 nationalen und ausländischen medizinischen Vereinigungen die Ehrenmitgliedschaft verliehen, seine Heimatstadt Steinbach-Hallenberg ernannte ihn 1962 zum Ehrenbürger. 1984 wurde er mit dem Karl-Marx-Orden ausgezeichnet. Er starb mit 87 Jahren in Erfurt. Er war Mitglied des Corps Saxonia Jena und des Corps Saxonia Bonn (1985).

## Werke (Auswahl)
- Zur Erfurter Medizin- und Hochschulgeschichte. Leipzig 1977 (als Herausgeber)
- Schädel-, Hirn- und Mehrfachverletzungen. Leipzig 1985 (als Mitautor)
- Methodische Fragen der Ausbildung im Medizin- und Stomatologie-Studium. Erfurt 1985 (als Herausgeber)